# Dorlombosz
Dorlombosz (macedónul: Дорломбос, törökül Dırlonbosu) település Észak-Macedóniában, a Délkeleti körzetben, a Sztrumicai járásban.

## Népesség
- 2002-ben 117 lakosa volt, akik mindannyian törökök.